# Canillas de Río Tuerto
Canillas de Río Tuerto és un municipi de la Rioja, a la regió de la Rioja Alta.

## Etimologia
En una butlla de 1199 per la que es concedien privilegis al monestir de San Millán de la Cogolla apareix amb el nom Canellas. És una denominació que es refereix als canals pels que es conduïa l'aigua a les hortes.

## Demografia
El municipi té una superfície de 3,6 km², segons el padró municipal de 2017 té 38 habitants i una densitat de 10,56 hab/km².